# Sân bay Gode
Sân bay Gode (IATA: GDE, ICAO: HAGO) là một sân bay ở Gode, Ethiopia.

## Hãng hàng không và điểm đến
| Hãng hàng không    | Các điểm đến                   |
| ------------------ | ------------------------------ |
| Ethiopian Airlines | Addis Ababa, Dire Dawa, Jijiga |